# Soong Ching-ling
Soong Ching-ling (xinès tradicional: 宋慶齡, xinès simplificat: 宋庆龄, pinyin: Sòng Qìnglíng; Xangai, 27 de gener de 1893 – Pequín, 29 de maig de 1981) va ser una política xinesa, segona esposa de Sun Yat-sen, un dels líders de la revolució de 1911 que va establir la República de la Xina. Era membre de la família Soong i, juntament amb les seves germanes, va exercir un paper prominent en la política de la Xina abans de 1949. Se l'ha definit com la "mare de la Xina moderna".
Després de la fundació de la República Popular de la Xina el 1949, va ocupar diversos llocs destacats en el nou govern, entre ells el de vicepresidenta de la Xina. També va viatjar a l'exterior durant la dècada de 1950 representant el país en diverses activitats internacionals. Durant la Revolució Cultural, però, va ser molt criticada. Soong va sobreviure a la Revolució Cultural, però va aparèixer amb menys freqüència després de 1976. Com a presidenta del Comitè Permanent de l'Assemblea Popular Nacional entre 1976 i 1978, Soong va ser la cap d'Estat de la República Popular de la Xina. El maig de 1981 se li va atorgar el títol especial de president honorària de la República Popular de la Xina.